# سیارک ۱۸۵۵۳۸
سیارک ۱۸۵۵۳۸ (به انگلیسی: 185538 Fangcheng، نامگذاری:2007XD28)۱۸۵۵۳۸مین سیارک کشف شده‌است که در ۱۴ دسامبر ۲۰۰۷ کشف شد.